# Anacreon
Anacreon (Oudgrieks: Ἀνακρέων; Anakréōn) was een Griekse lierdichter.

## Biografie
Anacreon (Grieks Anakreon) werd in de 6e eeuw v.Chr. geboren in de stad Teos aan de kust van Klein-Azië. Wegens de Perzische oorlogsdreiging verliet hij zijn geboortestad en verbleef hij eerst aan het hof van de kunstminnende tiran Polycrates van Samos, daarna aan dat van Hipparchos in Athene. Daar leefde hij als een gevierd dichter en levensgenieter die op hoge leeftijd gestorven zou zijn.

## Werk
In zijn werken zingt hij de lof van het verfijnde levensgenot (hedonisme). Hoofdthema’s zijn de erotiek en het drinkgelag (wél typisch Grieks is zijn afkeur van mateloosheid op deze gebieden). Anacreon schrijft in een Ionisch kunstdialect (met homerische en Eolische elementen) en bedient zich van ongecompliceerde versmaten.
De dichtbundel Anacreontea werd lange tijd ten onrechte aan Anacreon toegeschreven. Omdat de gedichten lange tijd voor authentiek werk van Anacreon werden gehouden, hebben ze een vertekend beeld van de dichter in stand gehouden.
- Bibsys: 90635390
- Biblioteca Nacional de Chile: 000064039
- Biblioteca Nacional de España: XX974904
- Bibliothèque nationale de France: cb11888717x (data)
- Catàleg d'autoritats de noms i títols de Catalunya: 981058615054406706
- CiNii: DA01472898
- Gemeinsame Normdatei: 118649035
- International Standard Name Identifier: 0000 0001 2103 3619
- Library of Congress Control Number: n83015407
- Nationale Bibliotheek van Letland: 000220796
- MusicBrainz: bb7e871f-48af-4861-8cff-bcf99b231c39
- Nationale Bibliotheek van Tsjechië: jn20000700044
- Nationale bibliotheek van Australië: 35006145
- Nationale Bibliotheek van Israël: 987007257620305171
- Nationale Bibliotheek van Polen: a0000002566384
- Nationale en Universitaire bibliotheek Zagreb: 000192239
- Nederlandse Thesaurus van Auteursnamen: 069747334
- Réseau des bibliothèques de Suisse occidentale: 02-A002927155
- Istituto Centrale per il Catalogo Unico: CFIV024044
- LIBRIS: 35573
- SNAC: w6892m2h
- Système universitaire de documentation: 032840225
- Trove: 786942
- Virtual International Authority File: 100165204
- WorldCat: E39PCjDKhCv7GQdXQk6fPYCHwd

1. 1 2 3  Nouveau Dictionnaire des auteurs de tous les temps et de tous les pays; pagina('s): 85; volume: 1.